# Pietro Sighel
Pietro Sighel est un patineur de vitesse sur piste courte italien.

## Biographie
Il est le frère d'Arianna Sighel et le fils de Roberto Sighel, lui-même fils de Mario Sighel. Il est entraîné par Kenan Gouadec.
Aux Championnats du monde 2021, il finit troisième du 500 mètres et du 1000 mètres et prend le bronze avec son équipe de relais masculin.
Il participe aux épreuves de patinage de vitesse sur piste courte aux Jeux olympiques de 2022 sur le 1000 mètres, le relais masculin et le relais mixte. Avec Arianna Fontana, Martina Valcepina et Andrea Cassinelli, il remporte l'argent au relais mixte.